# Efecto Auger

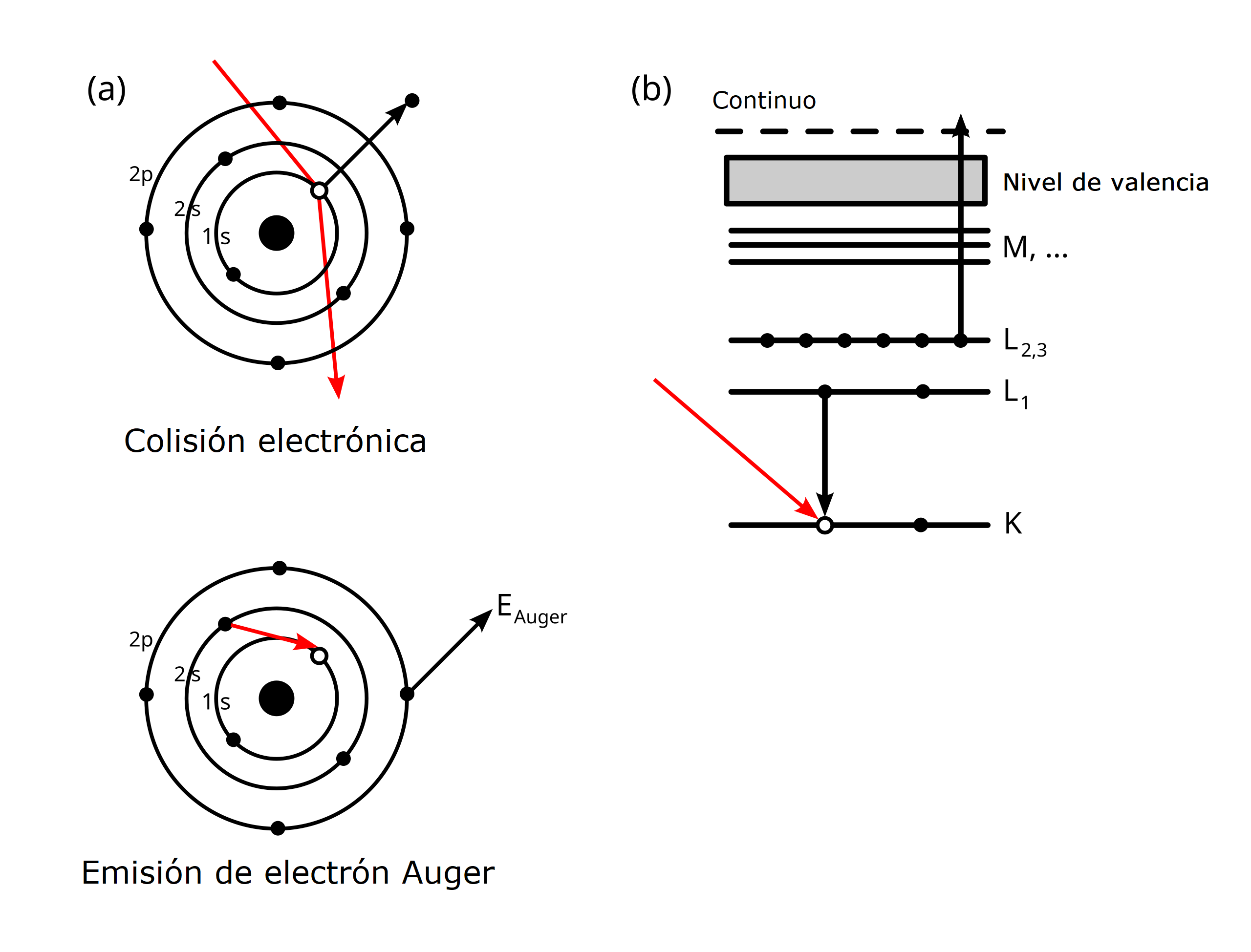
Dos vistas del proceso Auger. (a) ilustra secuencialmente los pasos involucrados en la desexcitación Auger. Un electrón (o fotón) incidente crea un agujero en el núcleo del nivel 1s. Un electrón del nivel 2s rellena el agujero 1s y la energía de transición se imparte a un electrón 2p que se emite. El estado atómico final tiene así dos agujeros, uno en el orbital 2s y otro en el orbital 2p. (b) ilustra el mismo proceso utilizando la notación de rayos X, KL_{1}L_{2,3}.

El efecto Auger es un fenómeno físico en el que el llenado de una vacante de electrón interno de un átomo va acompañado de la emisión de un electrón del mismo átomo. Cuando un electrón interno es eliminado, dejando una vacante, un electrón de un nivel de energía más alto puede caer en la vacante, dando lugar a una liberación de energía. Aunque la mayoría de las veces esta energía se libera en forma de un fotón emitido, la energía también puede transferirse a otro electrón, que es expulsado del átomo; este segundo electrón expulsado se denomina 'electrón Auger'.
El estado de un  ion positivo con una vacante formada en la capa interna de electrones es inestable y el subsistema electrónico tiende a minimizar la energía de excitación llenando la vacante con un electrón de uno de los niveles electrónicos más altos. La energía liberada durante la transición a un nivel inferior puede emitirse en forma de un cuanto de radiación de rayos X característica o transferirse a un tercer electrón, que se ve obligado a abandonar el átomo. El primer proceso es más probable cuando la energía de enlace de electrones excede 1 keV, el segundo, para átomos ligeros y la energía de enlace de electrones no excede 1 keV .

## Efecto
El efecto fue descubierto por primera vez por Lise Meitner en 1922; Pierre Victor Auger descubrió independientemente el efecto poco después y se le atribuye el descubrimiento en la mayor parte de la comunidad científica.
Tras la expulsión, la energía cinética del electrón Auger corresponde a la diferencia entre la energía de la transición electrónica inicial hacia la vacante y la energía de ionización para la capa electrónica de la que fue expulsado el electrón Auger. Estos niveles de energía dependen del tipo de átomo y del entorno químico en el que se encontraba el átomo.
La espectroscopia electrónica Auger implica la emisión de electrones Auger mediante el bombardeo de una muestra con rayos X o electrones energéticos y mide la intensidad de los electrones Auger resultantes en función de la energía de los electrones Auger. Los espectros resultantes pueden utilizarse para determinar la identidad de los átomos emisores y alguna información sobre su entorno.
La recombinación Auger es un efecto Auger similar que se produce en los semiconductores. Un electrón y un hueco de electrón (par electrón-hueco) pueden recombinarse cediendo su energía a un electrón en la banda de conducción, aumentando su energía. El efecto inverso se conoce como ionización por impacto.
El efecto Auger puede impactar en moléculas biológicas como el ADN. Tras la ionización de la cáscara K de los átomos componentes del ADN, se expulsan electrones Auger que conducen a dañar su columna vertebral de azúcar-fosfato.
Después del escape de un electrón Auger, queda una vacante en su lugar, por lo que la capa todavía está en un estado excitado (la energía de la excitación residual es igual a la energía de enlace del electrón Auger emitido). La vacante, si no está en el nivel más alto, se llena con un electrón de una capa más alta, y la energía se la lleva la emisión de un fotón de rayos X característico o un nuevo electrón Auger. Esto sucede hasta que las vacantes se mueven a la capa superior (en un átomo libre) o se llenan con electrones de la banda de valencia (cuando el átomo está en una sustancia). Como resultado de la transición Auger iniciada por la eliminación de un electrón por radiación externa o el efecto de la conversión interna, un átomo libre se convierte en al menos un ion positivo doblemente cargado (la primera ionización es la eliminación de un electrón, la segunda es la emisión de un electrón Auger).
La energía de una vacante se puede transferir con una probabilidad distinta de cero a cualquiera de los electrones de los niveles más altos, por lo que el espectro de los electrones Auger generalmente consta de muchas líneas. El tiempo promedio τ desde la aparición de una vacante hasta su llenado es finito (y pequeño), por lo tanto, las líneas Auger tienen un ancho finito Δ E ≈ ħ /τ ~ 1...10 eV correspondiente a la anchura de desintegración Γ de un estado atómico dado.
Las transiciones Auger en una materia condensada pueden ocurrir debido al llenado de vacantes con electrones de banda de valencia, como resultado de lo cual el ancho de las líneas Auger aumenta en comparación con las transiciones en átomos individuales. Las transiciones Auger también pueden ocurrir en moléculas libres. El espectro Auger molecular es mucho más complicado que los espectros Auger de átomos individuales.
| Número atómico | Elemento | Transición | Energía cinética (eV) |
| -------------- | -------- | ---------- | --------------------- |
| 3              | Li       | KLL        | 43                    |
| 4              | Be       | KLL        | 104                   |
| 5              | B        | KLL        | 179                   |
| 6              | C        | KLL        | 272                   |
| 7              | N        | KLL        | 379                   |
| 8              | O        | KLL        | 508                   |
| 9              | F        | KLL        | 647                   |
| 11             | Na       | KLL        | 990                   |
| 12             | Mg       | KLL        | 1186                  |
| 13             | Al       | LMM        | 68                    |
| 14             | Si       | LMM        | 92                    |
| 15             | P        | LMM        | 120                   |
| 16             | S        | LMM        | 152                   |
| 17             | Cl       | LMM        | 181                   |
| 19             | K        | KLL        | 252                   |
| 20             | Ca       | LMM        | 291                   |
| 21             | Sc       | LMM        | 340                   |
| 22             | Ti       | LMM        | 418                   |
| 23             | V        | LMM        | 473                   |
| 24             | Cr       | LMM        | 529                   |
| 25             | Mn       | LMM        | 589                   |
| 26             | Fe       | LMM        | 703                   |
| 27             | Co       | LMM        | 775                   |
| 28             | Ni       | LMM        | 848                   |
| 29             | Cu       | LMM        | 920                   |
| 30             | Zn       | LMM        | 994                   |
| 31             | Ga       | LMM        | 1070                  |
| 32             | Ge       | LMM        | 1147                  |
| 33             | As       | LMM        | 1228                  |
| 34             | Se       | LMM        | 1315                  |
| 35             | Br       | LMM        | 1376                  |
| 39             | Y        | MNN        | 127                   |
| 40             | Zr       | MNN        | 147                   |

## Descubrimiento
El proceso de emisión Auger fue observado y publicado en 1922 por Lise Meitner, una física austriaca-sueca, como efecto secundario en su búsqueda competitiva de los electrones beta nucleares con el físico británico Charles Drummond Ellis.
El físico francés Pierre Victor Auger lo descubrió de forma independiente en 1923 al analizar un experimento de cámara de niebla de Wilson y se convirtió en la parte central de su trabajo de doctorado. Se aplicaron rayos X de alta energía para ionizar partículas de gas y observar electrones fotoeléctricos. La observación de rastros de electrones que eran independientes de la frecuencia del fotón incidente sugirió un mecanismo para la ionización de electrones que era causado por una conversión interna de energía de una transición sin radiación. La investigación posterior, y el trabajo teórico utilizando la mecánica cuántica elemental y los cálculos de la tasa de transición/probabilidad de transición, mostraron que el efecto era un efecto sin radiación más que un efecto de conversión interna.

## Transición Coster-Kronig
Un caso especial del efecto Auger, en el que una vacante es ocupada por un electrón del subnivel exterior de la misma capa, se llama «transición Coster-Kronig». En el caso de que el electrón emitido también pertenezca a la misma capa, el efecto se denomina «superjunción Coster-Kronig». El efecto Coster-Kronig recibe su nombre de los físicos holandeses Dirk Coster y Ralph Kronig que lo descubrieron.

## Neutralización Auger y desintegración de Coulomb
Un proceso análogo al efecto Auger normal, de átomo interno, también puede tener lugar con la participación de un sólido o de otro átomo. El primer caso ocurre en dispersión de iones de baja energía, uno de los métodos estándar para analizar superficies sólidas. Se denomina neutralización Auger porque el ion que se aproxima captura un electrón del sólido, con lo que la energía de enlace liberada se transfiere a otro electrón del sólido sin que se haya generado entretanto un fotón real. Que este electrón pueda abandonar el sólido depende de las circunstancias, en particular de la cantidad de energía de enlace liberada por la captura.
El efecto Auger, en el que interviene un segundo átomo, es la base de la desintegración interatómica de Coulomb de las moléculas. Si uno de los átomos de la molécula se ioniza al ser despojado de un electrón fuertemente ligado, uno de sus electrones menos ligados puede llenar el hueco, con lo que la energía de ligadura liberada se transfiere a un electrón del otro átomo, de nuevo sin las desviaciones a través de un fotón real, de modo que se aleja volando. El resultado son dos átomos ionizados que se alejan por repulsión de Coulomb. A partir de las energías cinéticas de los dos electrones e iones se pueden extraer conclusiones detalladas sobre cómo se construyó originalmente la molécula.

## Aplicación
Se utiliza en espectroscopia electrónica Auger, un método basado en el análisis de la distribución de energía de los electrones resultante del efecto Auger.
En este tipo de espectroscopia se mide la intensidad o número de cuentas como función de la energía cinética de los electrones emitidos de la superficie de la muestra, algunos de los cuales son los característicos electrones Auger. Típicamente los electrones Auger son emitidos a energías menores a 1000 eV, y en este rango de energías los electrones solo pueden provenir de las primeras capas superficiales. Por lo tanto la técnica Auger es altamente sensible a la composición química de la superficie. Por lo anterior, la espectroscopia Auger es considerada como una espectroscopia superficial, al igual que la Espectroscopia de fotoelectrones emitidos por rayos X (XPS).